# 加藤四季
加藤 四季（かとう しき、8月24日 - ）は、日本の女流漫画家。神奈川県出身。血液型はB型。

## 概要
1995年デビュー。主に、白泉社で4コマ漫画家として活躍している。ペンネームの由来は、作者本人が中国史好きであることから、中国の歴史書『史記』からきている。代表作として、『高校天使』『お嬢様と私―たなぼた中国恋愛絵巻』などがある。
2008年から、『ザ花とゆめ』にて『たがコンプレックス』を連載中。

## 作品リスト
全て白泉社から刊行。
- 高校天使（全3巻）
- お嬢様と私―たなぼた中国恋愛絵巻（全3巻）
- 兄ワールド（2004年10月19日、全1巻）ISBN 978-4592188131
- 戦国シンデレラ（高校天使1巻に収録）
- 名探偵かなり（高校天使2巻に収録）